# PGC 48034
LEDA/PGC 48034, auch UGC 8603 ist eine Linsenförmige Galaxie im Sternbild Jagdhunde am Nordsternhimmel. Sie ist schätzungsweise 118 Millionen Lichtjahre von der Milchstraße entfernt und hat einen Durchmesser von etwa 55.000 Lichtjahren. Vom Sonnensystem aus entfernt sich das Objekt mit einer errechneten Radialgeschwindigkeit von näherungsweise 2.600 Kilometern pro Sekunde.
Im selben Himmelsareal befinden sich unter anderem die Galaxien PGC 47904, PGC 48064, PGC 2243234, PGC 2253591.